# نورمن گرینهالگ
نورمن گرینهالگ (انگلیسی: Norman Greenhalgh; ۱۰ اوت ۱۹۱۴ – 1995) بازیکن فوتبال اهل بریتانیا بود.
از باشگاه‌هایی که در آن بازی کرده‌است می‌توان به باشگاه فوتبال بولتون واندررز و باشگاه فوتبال اورتون اشاره کرد.
وی همچنین در تیم‌های ملی فوتبال The Football League XI و انگلستان بازی کرده‌است.